# Sjömanskyrkan i Göteborg

Sjömanskyrkan i Göteborg är en stiftelse som bedriver social, diakonal och själavårdande verksamhet bland aktivt och pensionerat sjöfolk i Göteborg. Förutom fartygsbesök värnas de pensionerade sjömännen. Efter ekonomiska problem såldes det legendariska huset 2020 till bolaget 4D bygg. 4D hyr ut huset till Carl Johans pastorat, som i sin tur hyr ut delar av huset till olika aktörer varav Sjömanskyrkan är en. Stiftelsen Sjömanskyrkan hyr numera ett rum i nedre plan med hamnutsikt. På hemsidan finns det mer information angående både historia och verksamhet: https://seamenschurch.se/
Sjömanskyrkan flyttade länge runt mellan olika lokaler för den sociala och diakonala verksamheten medan Johanneskyrkan fungerade som sjömanskyrka mellan 1878 och 1985. När nuvarande fastighet byggdes 1954 kallades den Sjömansgården och fungerade som fritidshem för sjömän, i Sjömanskyrkans regi. På en plakett i huset stod det: I tacksamhet för vad sjömännen uträttat och uträttar till samfärdselns fromma uppfördes detta FRITIDSHEM FÖR SJÖMÄN under åren 1953-1954 för medel donerade av MAJOR HERBERT JACOBSSON och han maka KARINJACOBSSON F. BROSTRÖM å mark som upplåtits av sjöfartsstaden Göteborg - Byggnaden invigdes den 29 september 1954 av biskop Bo Giertz då Per Nyström var landshövding i Göteborgs och Bohus län. Ernst Jungen Stadsfullmäktiges ordförande och Sven Johansson sjömanspastor i Göteborg - ordförande i Byggnadskommittén: Tor E, J.son Broström, arkitekt: Vilhelm Mattson byggmästare: F O Petersson & söner
Själva sjömanskyrkoverksamheten startade redan den 15 maj 1875 i en lokal vid Surbrunn, Järntorget, där sjömannen Josef Johansson var föreståndare.

## Historik
Ursprunget var ändå Sjömannasällskapet i Göteborg och Bethelskeppet. Den 7 mars 1831 hölls ett möte hos traktör Möller på Breda Vägen (numera försvunnen väg som gick i riktning från Järntorget sydväst mot Masthuggstorget) i Göteborg, med syftet att bättre tillgodose sjöfolkets intressen, såsom: utbildning av sjöbefäl - grundläggande sjömansutbildning - ombordförhållanden - åldriga sjömäns situation samt den höga arbetslösheten, men även att uppmana till gudsfruktan, laglydnad, måttlighet och seder. Man beslutade att bilda Sjömannasällskapet i Göteborg, och dess förste ordförande blev översten i flottan, C J Hjärne.
Om "...inrättandet av ett Bethelskepp" beslöts den 27 april 1838, "där gudstjänst ska hållas för svenskt sjöfolk...". I Stockholm hade kronprins Oscar skänkt sällskapet en Bethelflagga, som invigdes och välsignades av ärkebiskopen samt överlämnades till sällskapets förste kapten G. J. Behrman den 7 mars 1838. 
- Sjömansskolan i Majorna lämnade fri undervisning åt blivande sjömän.
- Tackelskolan, på Gamla Varvet, där eleverna lärde sig rodd, segelskärning, sömnad med mera.
- Briggen Benjamin var sällskapets skolfartyg.

## Kronologi
- 1876 - Verksamheten flyttar till kapten J. Elfversons hus vid Stigbergsliden, strax intill sjömanshuset.
- 1887 - Läsrummet flyttar till lokaler i det nya Sjömanshemmet vid Masthuggstorget.
- 1894 - Ett nytt läsrum i nybyggda huset Emaus vid Stigbergsliden. Pastor Bernhard Bolin vid S:t Johanneskyrkan blir ordförande.
- 1897 - Under fem år har man ett andra läsrum i fastigheten Nedre Kvarnbergsgatan 16, och efter år 1900 på Postgatan 3 A.
- 1902 - Sammanslagning till ett gemensamt läsrum på Andra Långgatan 52, åren 1907-1909 i Sjömanshemmet vid Masthuggstorget.
- 1909 - Nytt läsrum på Första Långgatan 25, samt nödhjälpsverksamhet, grötbespisning, föreläsningar och bokspridning till fartygen.
- 1925 - Flytt till en mindre lokal vid Stigbergstorget 2. Tidningscentralen börjar.
- 1928 - Amerikahuset vid Oskarsgatan 7-9 erbjuder större lokaler. Under 1930-talet studiekurser och föreläsningar, stor besöksfrekvens under krigsåren. Hem- och sjukbesök.
- 1954 - Sjömansgården vid Stigbergstorget, ritades av arkitekt Vilhelm Mattson[1], invigs.
- 1975 - Sammanslagning av S:t Johanneskyrkan och Sjömansgården till "Stiftelsen Sjömanskyrkan i Göteborg".
- 1985 - Genom beslut av Göteborgs kyrkofullmäktige blev Johanneskyrkan en Invandrarkyrka, då många invandrargrupper hade ett behov av en fast samlingspunkt. Speciellt gällde detta den största invandrargruppen, finländarna. Kyrkofullmäktige tillstyrkte samtidigt en motion om inrättande av en kyrkoherdetjänst i Göteborg för finländare.[2]
- 2020 - Efter ekonomiska problem säljs fastigheten till bolaget 4D bygg, som låter skylten Sjömanskyrkan vara kvar på husfasaden.
- 2022 - En samordnare anställs för att starta upp verksamheter igen. Fokus är fartygsbesök Göteborgs hamn samt socialt arbete bland äldre sjöfolk.